# Saint-Florent-le-Vieil
Pour les articles homonymes, voir Saint-Florent.
Saint-Florent-le-Vieil est une ancienne commune française située dans le département de Maine-et-Loire, en région Pays de la Loire, devenue le 15 décembre 2015 une commune déléguée de la commune nouvelle de Mauges-sur-Loire.
Située sur un promontoire de la rive gauche de la Loire, la vieille ville domine le fleuve, ce qui lui donne une vue remarquable sur la vallée et les environs. Un établissement religieux y est fondé dès le IVe siècle, transformé plus tard en abbaye. Celle-ci finit par être détruite par les invasions des vikings qui s'installent en face du promontoire, sur l'Île Batailleuse, pendant plusieurs dizaines d'années.
Originellement placé en territoire picton, puis dans le pagus des Mauges, Saint-Florent-le-Vieil est intégré au comté d'Anjou vers 1025. Le promontoire est fortifié, et subit plusieurs attaques lors de la guerre de Cent Ans ou lors des guerres de Religion. Haut-lieu ecclésiastique, Saint-Florent devient également un bourg commercial par sa proximité avec la Bretagne et par l'importance du commerce fluvial sur la Loire.
Lors de l'insurrection de la Vendée, c'est une des premières communes à prendre les armes en 1793. Durement touchée, elle deviendra un haut-lieu de la guerre de Vendée. Elle voit notamment la traversée de la Loire par les Vendéens lors de la déroute de Cholet et la mort de Jacques Cathelineau. C'est dans l'abbatiale de Saint-Florent qu'est également exposée la statue du « Pardon de Bonchamps », sculptée par David d'Angers.
Après une période de déclin démographique dû à la disparition de la marine de Loire, la commune prend un nouvel essor démographique et économique après 1945 avec l'implantation de nouvelles industries et entreprises, et la construction de nouveaux lotissements.

## Géographie

### Localisation
Commune du Nord des Mauges, Saint-Florent-le-Vieil est située à l'ouest du département de Maine-et-Loire sur la rive gauche de la Loire, à 40 km à l'ouest d'Angers et à 50 km à l'est de Nantes. La commune comprend aussi La Boutouchère, un bourg situé à 4 km au sud de l'agglomération principale en direction de Beaupréau.
On peut voir dans la ville haute les ruelles bordées de maisons anciennes du Montglonne, quartier qui constitue la vieille ville, l'église abbatiale et ses jardins qui surplombent les bords de la Loire.
La commune est une des petites cités de caractère du département de Maine-et-Loire.

### Topographie, géologie et relief
La commune de Saint-Florent-le-Vieil s'établit sur un haut plateau, entre 62 et 108 mètres au sud de la commune, qui s'abaisse petit à petit vers le nord (20 mètres). Un promontoire culmine à 48 mètres, au nord-est de la commune, et tombe à pic dans la Loire.
La commune de Saint-Florent est située sur un terrain silurien inférieur métamorphique.

### Hydrographie
Toute la limite nord de la commune est délimitée par la Loire et ses îlots. La Loire longe la commune sur 4,5 kilomètres. Vers l'ouest, c'est l'Èvre qui coule vers le nord avant de se jeter dans la Loire. Elle sépare Saint-Florent des communes du Marillais et de La Chapelle-Saint-Florent. Au sud, se situe le ruisseau du Moulin Moreau qui forme la limite avec la commune de Botz-en-Mauges. Enfin, à l'est, le ruisseau de la Rielle, coulant du sud au nord, forme en partie la limite avec Saint-Laurent-du-Mottay avant de se jeter dans la Thau, coulant vers l'ouest, qui se jette elle-même dans la Loire au lieu-dit Pont de Vallée,.

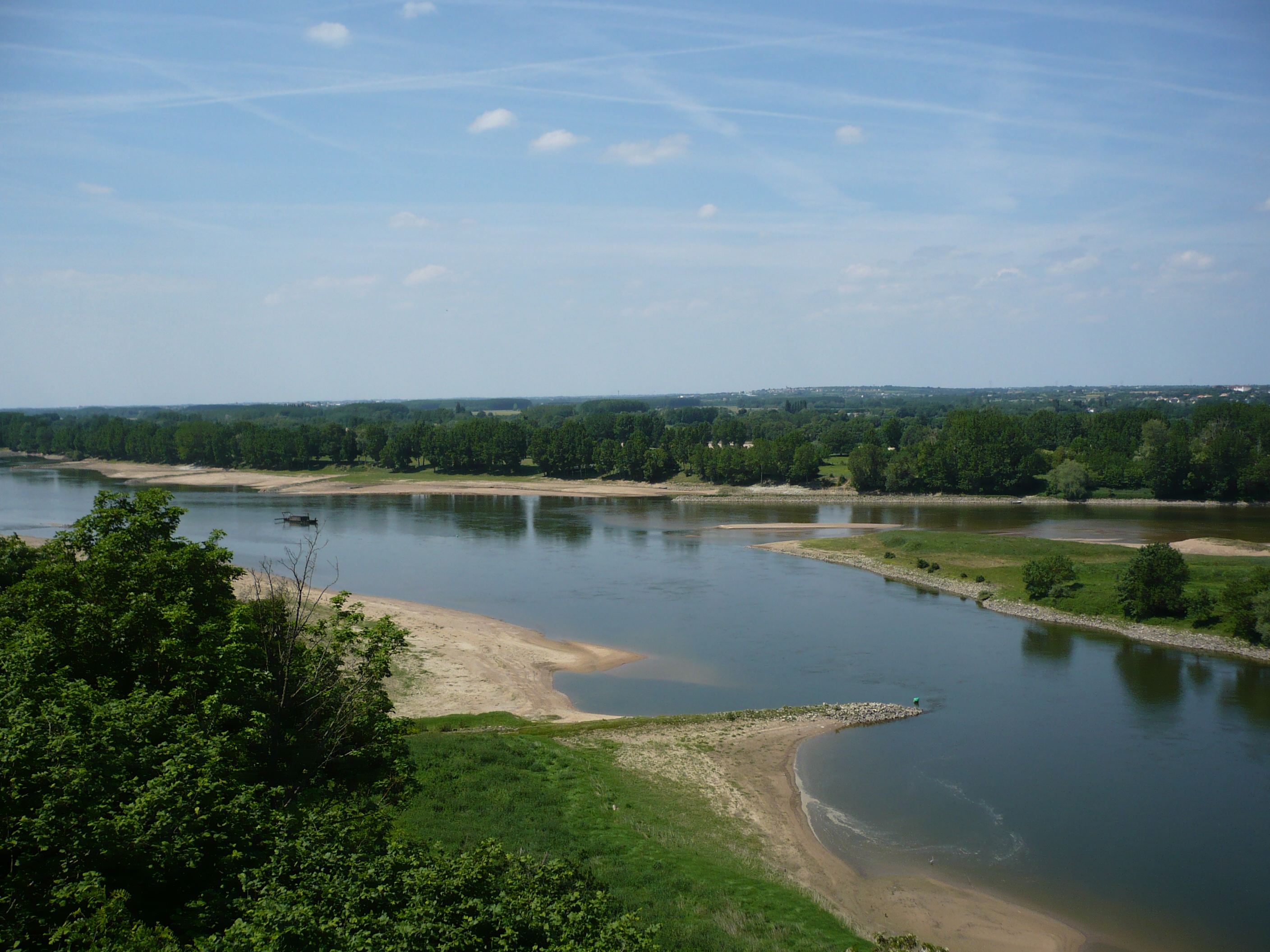
La Loire, du haut du promontoire de Saint-Florent.
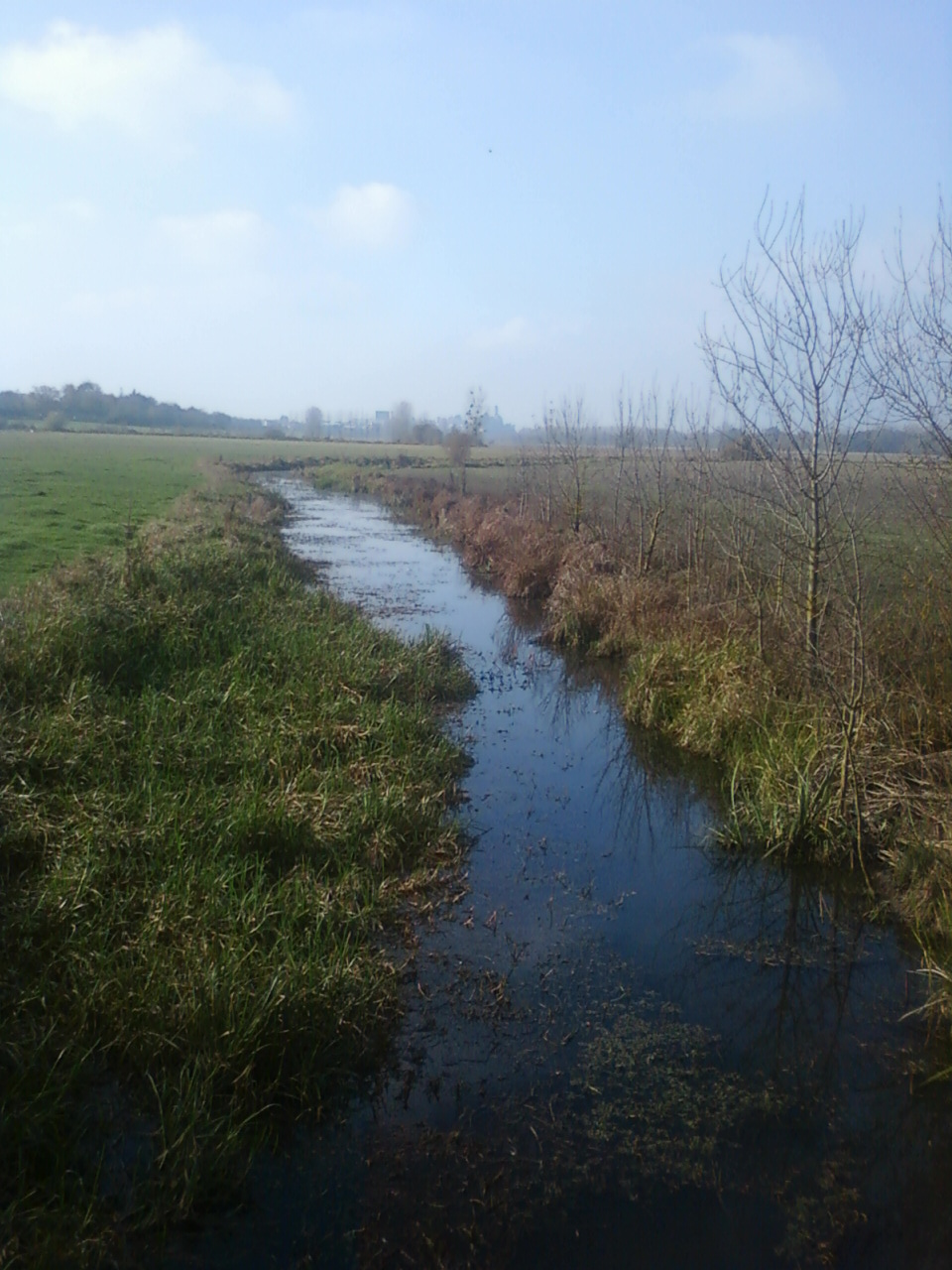
La Thau, au lieu-dit Pont du Gué.

### Voies de communication et de transport

#### Réseau routier
La route principale, la D752, traverse la commune du sud au nord. Elle part de Cholet pour rejoindre la D723 (ex-N23) à Varades, sur la rive droite de la Loire, en face de Saint-Florent. Venant de Saumur et longeant la Loire, la D751 se prolonge jusqu'à Varenne et traverse la commune d'est en ouest. Elle est doublée par la D210 qui longe la Loire au plus près et qui rejoint la D751 près du lieu-dit Pont la Vallée. L'autoroute A11 passe au nord de Varades, sur la rive droite de la Loire. Les deux sorties les plus proches de Saint-Florent se trouve à Ancenis (sortie 20) ou à Saint-Germain-des-Prés (sortie 19), toutes deux situées à une vingtaine de kilomètres du bourg,.

#### Transport en commun
Trois lignes du réseau Anjou Bus ont leur départ et arrivée à Saint-Florent-le-Vieil. La ligne 8B (Saint-Pierre-Montlimart ↔ Saint-Florent-le-Vieil) est une annexe de la ligne 8 (Ancenis ↔ Beaupréau ↔ Cholet). Les deux autres lignes sont la ligne 23 desservant Angers ↔ Chalonnes-sur-Loire ↔ Saint-Florent-le-Vieil, et la ligne 24 desservant Angers ↔ Ingrandes ↔ Saint-Florent-le-Vieil. Le transport scolaire est également géré par le réseau AnjouBus du conseil général de Maine-et-Loire. Plusieurs navettes joignent les villages et hameaux des environs aux établissements scolaires.

### Urbanisme

#### Morphologie urbaine

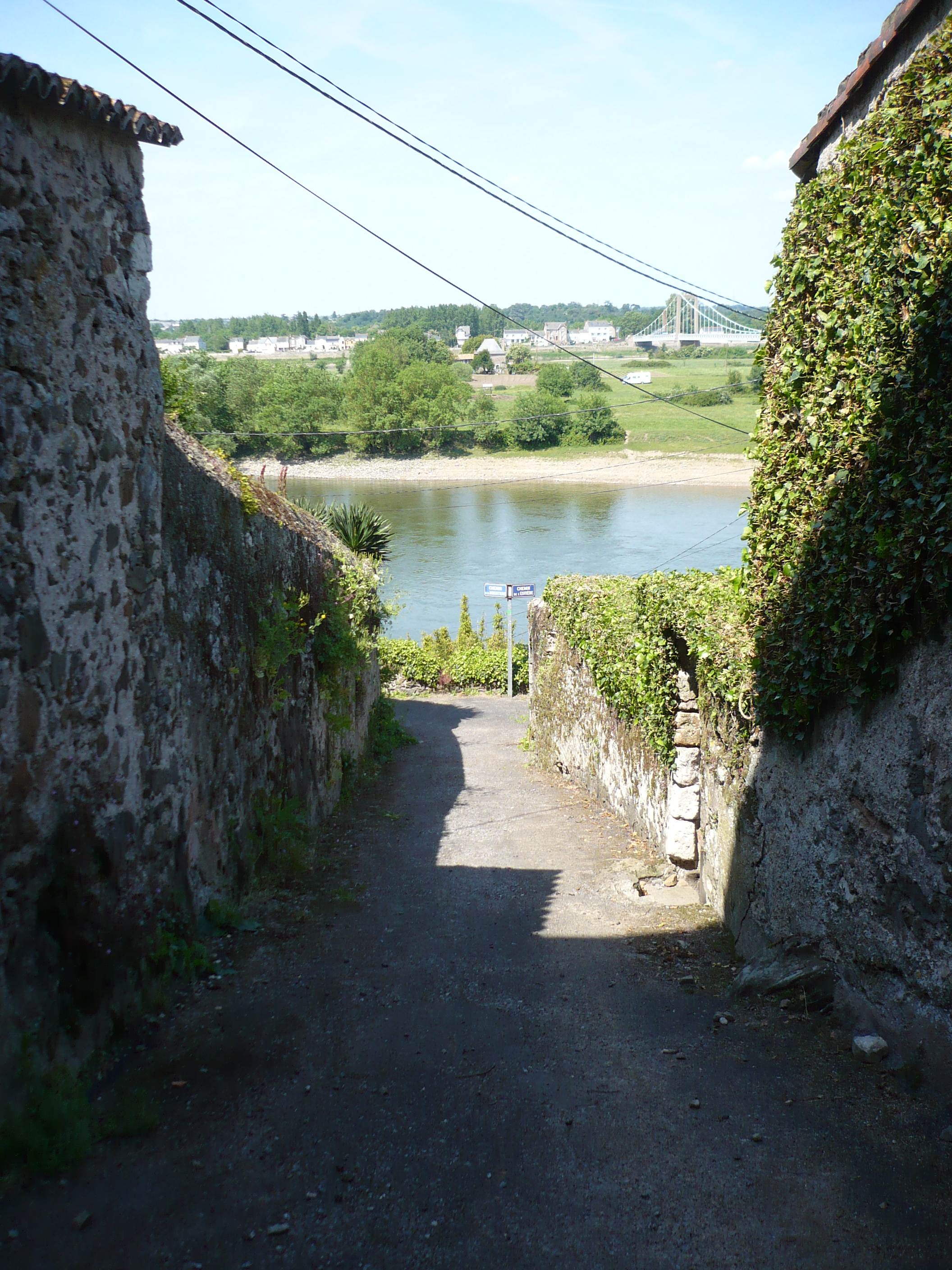
Ruelle menant vers la Loire.

La vieille ville se développe le long des pentes sud et est du promontoire, les pentes nord et ouest n'ayant pas été urbanisées. Le promontoire est dominé dans sa partie haute par l'ancienne église abbatiale, ainsi qu'une esplanade où se trouve érigée la colonne de la duchesse d’Angoulême. La partie nord de cette esplanade sommitale est limitée par les anciens remparts médiévaux de la ville. Vers le sud et l'est s'étendent les anciennes ruelles sinueuses et étroites bordées de demeures anciennes, dont certaines ont une vue directe sur la Loire.
L'essor démographique de la commune à partir des années 1950 a demandé la construction de nouveaux logements pour héberger la population. De nombreux lotissements ont vu le jour, le premier étant le lotissement « Le Verger » avec 3 maisons en 1958. Vinrent ainsi ceux de « La Févrière » en 1963 (25 maisons), « La Noëlle » en 1973 (11 maisons), « Le Clos-Bernard » en 1976 (32 maisons), « Les Trinqueries » en 1979 (30 maisons), « La Croix-Lorette » en 1980 (8 maisons), « La Chevalerie » (40 maisons) et « Le Grand-Clos » (12 maisons) en 1983, « La Fontaine » en 1986 (66 maisons). Ces lotissements furent tous construit au sud du promontoire. Dans le même temps sont mises en place des zones industrielles comme celle de la Chevalerie, et une zone d'activité, qui se développe au sud du bourg, le long de la D752.
Au sud du territoire de la commune se trouve le village de La Boutouchère. Celui-ci se composait de 102 maisons en 1982.

#### Logements

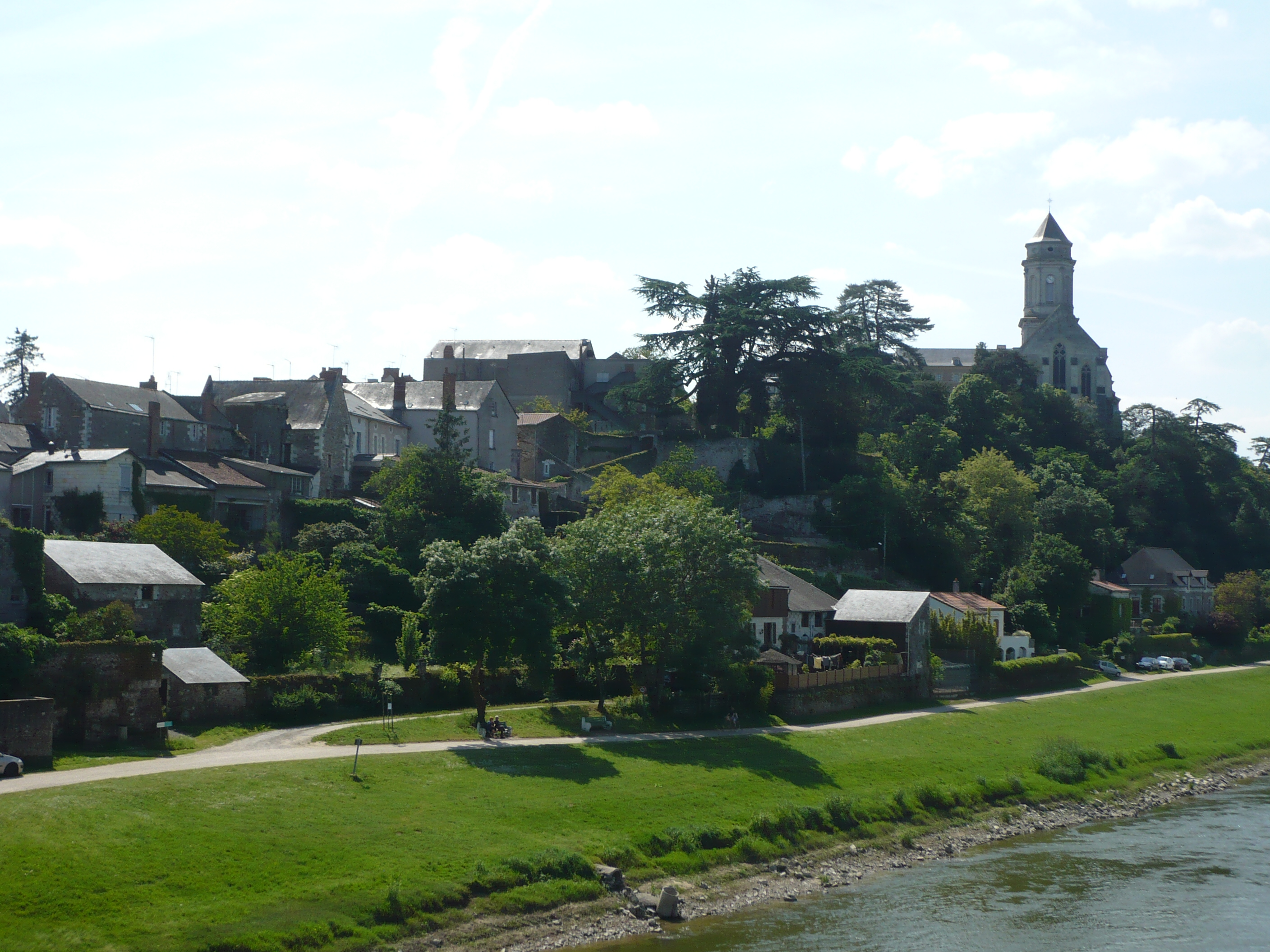
Habitations sur le promontoire, longeant la Loire.

En 2009, le nombre total de logements dans la commune était de 1 224, alors qu'il était de 1 071 en 1999.
Parmi ces logements, 90,8 % étaient des résidences principales, 3,6 % des résidences secondaires et 5,5 % des logements vacants. Ces logements étaient pour 90,4 % d'entre eux des maisons individuelles et pour 9 % des appartements (6,9 % en 1999).
La proportion des résidences principales, propriétés de leurs occupants était de 66,5 %, en légère augmentation par rapport à 1999 (63,4 %).
Plus de la moitié (54,3 %) des ménages en 2009 ont emménagé dans leur résidence principale il y a 10 ans ou plus. Sur le total des 1 112 résidences principales, 595 (53,5 %) possèdent 5 pièces ou plus et seules 11 (1 %) ne possèdent qu'une unique pièce. Le nombre moyen de pièces se situe à 4,7 en 2009 (4,9 pour les maisons, 2,7 pour les appartements).
La plupart des résidences (98 %) possèdent une salle de bain disposant d'une baignoire ou d'une douche. Pour le chauffage, moins de la moitié des résidences (41,6 %) possèdent un chauffage individuel tout électrique, 45,3 % possèdent un chauffage central individuel et 3,2 % un chauffage central collectif. Enfin, 74,4 % des résidences possèdent au moins un emplacement de stationnement.

## Toponymie
Le lieu est mentionné dès le VIIIe siècle sous le vocable de Sanctus Florentius de Glonna infra pago Pictavo. Sanctus Florentius (Saint-Florent) est la dédicace du monastère; infra pago Pictavo (en pagus picton) montre bien qu'à l'origine, le territoire n'est pas considéré comme possession angevine. Le monastère est évoqué dans plusieurs textes, comme en 824 (Monasterium quod est situm in territorio Pictavense supra rippam Ligeris, quod dicitur Glonna sive sanctus Florentius) ou en 847 (Monasterium, quod vulgari nomine dicitur Glomna). En 843, on nomme Monasterium sancti Florentii constructum super alveum Ligeris in pago videlicet Medalgico, le terme de pago Medalgico faisant référence au pagus des Mauges.
Saint-Florent est un hagiotoponyme qui fait référence à Florent d'Anjou.
En 1793, la Convention renomme la commune en Mont-Glone, abandonnant le terme Saint-Florent dans une tentative de déchristianisation des toponymes.
Le déterminant complémentaire le Vieil apparait en 1801.

## Histoire

### Préhistoire et Antiquité
Il reste peu de traces des occupations préhistoriques et antiques. Il est fait mention de vestiges d'un cromlech, à la Rielle près de la Boutouchère, dont les derniers vestiges auraient disparu en 1954. Il est possible qu'une voie romaine reliant Tours à Nantes ait pu passer au sud du bourg actuel de Saint-Florent. Les découvertes de 15 haches polies, d'une hache en bronze à talon et d'une épée en bronze témoignent cependant d'une présence humaine. Des fouilles récentes de l'INRAP en 2012 ont permis d'établir des niveaux d'occupation de l'âge du bronze final ou du début du premier âge du fer ainsi que l'emprise de voies de circulation dès le Haut-Empire romain et de plusieurs bâtiments utilisés entre le Ier siècle et le Ve siècle, dont peut-être un ensemble thermal. Les fouilles ont permis d'établir une certaine pérennité de l'occupation humaine depuis le Haut-Empire jusqu'au VIIe siècle.

### Moyen Âge

#### Fondation du monastère et invasion vikings
Au IVe siècle, l'ermite Florent d'Anjou s'établit au mont Glonne, nom donné au promontoire. Avec l'aide de ses disciples, il y fonde une église. Une église monacale est fondée à la fin du VIIe siècle, qui est par la suite dédiée à Saint-Sauveur. À la fin du VIIIe siècle, sous l'abbé Abaldus, commence à s'organiser autour d'une règle une communauté religieuse. Louis le Pieux fait revenir des moines d'Italie et les installe au monastère pour y installer la règle bénédictine.
Alors que la richesse du monastère est vanté par les chroniqueurs, le territoire se retrouve au centre des tensions entre Francs et Bretons. En 849, Nominoë traverse la Loire et assiège le monastère qui est partiellement détruit. Il est par la suite reconstruit avec l'aide de Charles le Chauve et de Nominoë. L'arrivée des vikings au milieu du IXe siècle s'avère funeste. Vers juin ou juillet 853, ils pillent et brûlent le monastère, et établissent leur port et camp fortifié sur l'île Batailleuse. De cette base, ils peuvent alors remonter la Loire et ses affluents, jusqu'à Poitiers. Ils prennent Angers à plusieurs reprises avant d'en être chassés par Charles le Chauve en 873. Ils ne sont expulsés que vers 936-937, par le comte de Nantes Alain Barbetorte.
Face aux Vikings, les moines s'enfuient avec leurs reliques. Ils reviennent une première fois vers 860 avant de s'enfuir à nouveau à Saint-Savin en 865, puis à Saint-Gondon entre 866 et 881. Au lieu de revenir au mont Glonne, la communauté de Saint-Florent se reconstitue près du château de Saumur et fonde Saint-Florent-de-Saumur, ou Saint-Florent-le-Jeune. L'ancien monastère du mont Glonne devient alors Saint-Florent-le-Vieux et est transformé en prieuré, bien que gardant le vocable d'abbaye. À la suite de l'incendie en 1025 de Saint-Florent-de-Saumur lors de la prise de la ville par Foulques Nerra, l'abbé Frédéric et huit autres religieux se réfugient à Saint-Florent-le-Vieil. De retour près de Saumur, il y revient en 1036 pour dédier la nouvelle église.

#### Sous les comtes d'Anjou

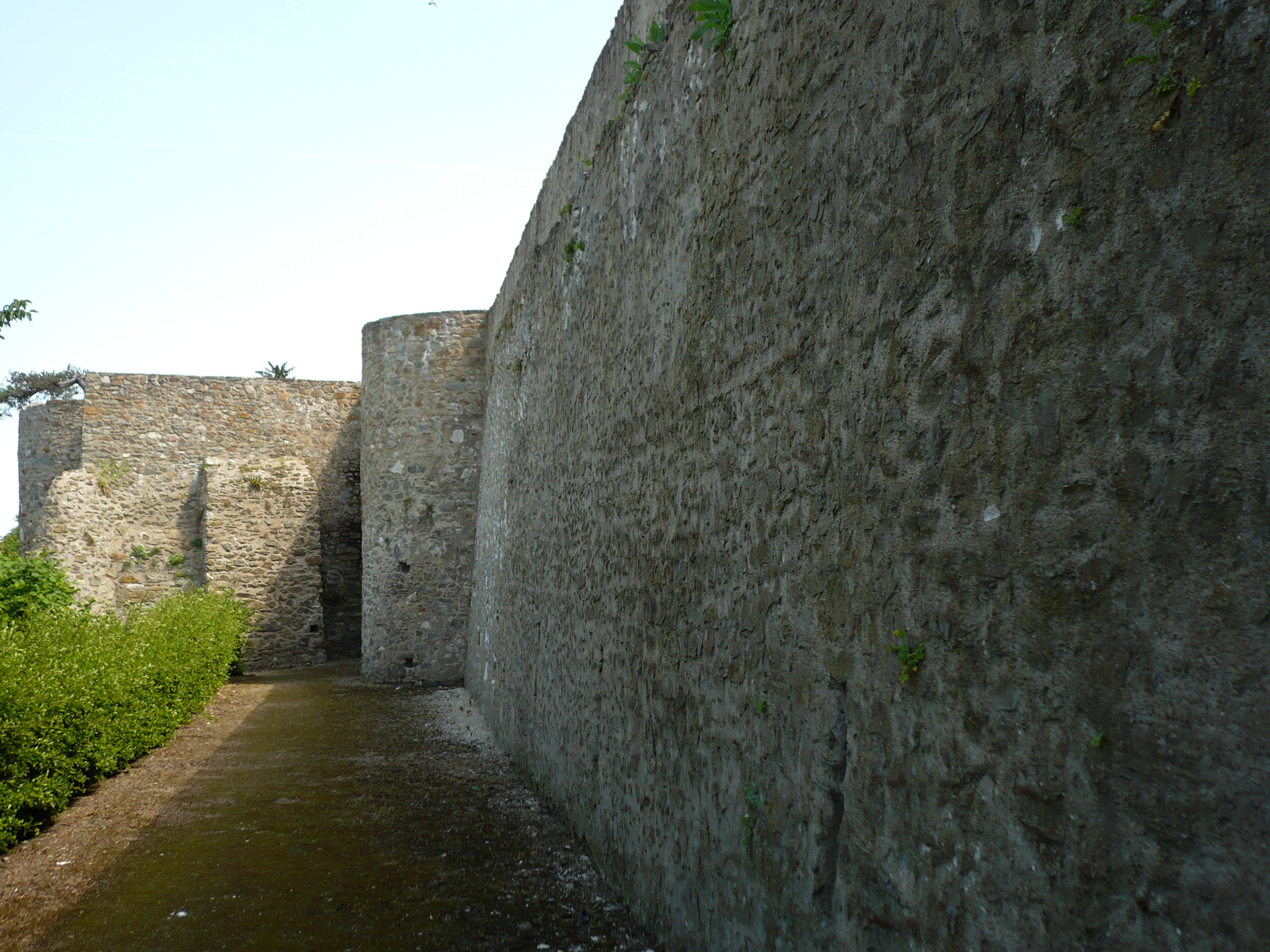
Fortifications médiévales au nord du promontoire.

Foulques Nerra, comte d'Anjou, réussit vers 1005 à mettre la main sur les terres des Mauges pour les intégrer au comté d'Anjou. Reste pour terminer cette intégration à s'approprier les terres de l'abbaye de Saint-Florent du Mont-Glonne, affiliée à Saint-Florent de Saumur, et donc alors sous l'influence des comtes de Blois qui possédaient Saumur. La prise de Saumur par Foulques en 1025 permet d'intégrer Saint-Florent au comté.
Pendant son règne, Foulques Nerra y construisit une forteresse, sur le promontoire dominant la Loire. Il fait ériger une motte surmontée d'un donjon. Cette motte est encore visible sur le promontoire et sert aujourd'hui de support à la colonne de la duchesse d'Angoulême. Le successeur de Foulques Nerra, Geoffroy Martel, fait fortifier l'abbaye et le bourg attenant par une enceinte, en confiant la garde de la place aux moines. Geoffroy III confirme le droit des moines, sous condition de ne pas remettre la place à un tiers. En 1130, Geoffroy Plantagenêt s'engage à ne pas établir de communes sur le territoire de l'abbaye.

#### Bas Moyen Âge
En 1343, le sel devient un monopole d'État par une ordonnance du roi Philippe VI de Valois, qui institue la gabelle, la taxe sur le sel. L'Anjou fait partie des pays de « grande gabelle » et comprend seize tribunaux spéciaux ou « greniers à sel », dont celui de Saint-Florent-le-Vieil.
Le 24 novembre 1369, des lettres patentes de Charles V autorisent l'abbaye de Saint-Florent, sous le coup d'une menace immédiate, en raison de l'avance en Anjou des troupes anglaises commandées par le comte de Pembroke et Hugues de Calveley, à se fortifier en urgence. En 1423, les habitants du bourg donnent 1 000 livres à l'abbaye pour restaurer les fortifications. Le jour de la Saint-André 1426, une bande de routiers tente d'escalader les murs et de prendre le bourg, en vain.

### Ancien Régime

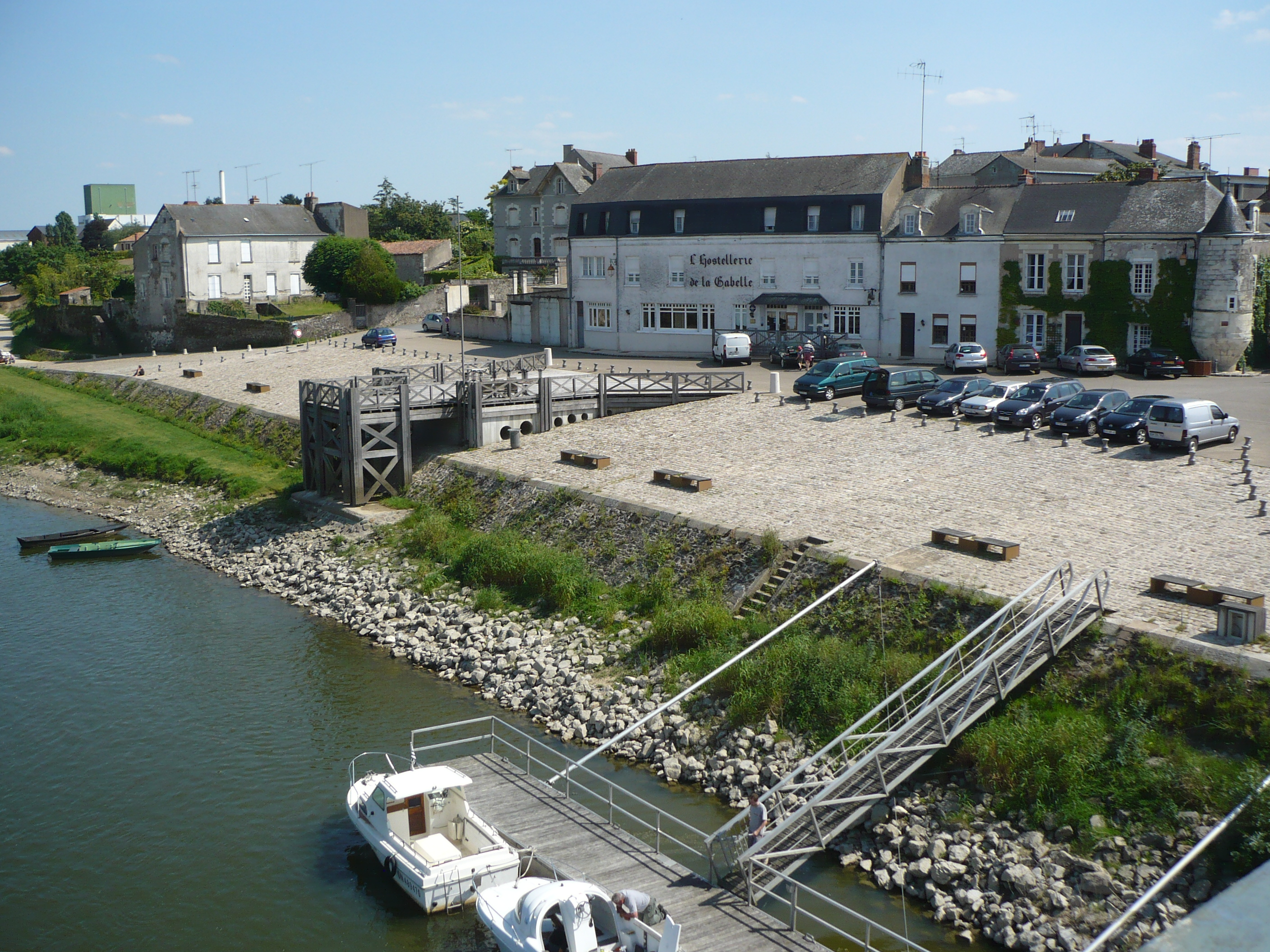
Anciens quais de Saint-Florent.

En 1591, lors des guerres de Religion, le duc de Mercœur et son armée composée de combattants espagnols vient investir le promontoire fortifié, et pénètre les défenses le 18 décembre, pourtant défendues par une garnison royale. Avant de quitter les lieux, il fait abattre les fortifications.
En 1641, une maison de religieuses cordelières s'établit dans le bourg. Elles sont une quarantaine en 1667, puis 20 en 1699.
Au XVIIIe siècle, la ville est administrée par un syndic élu annuellement par une assemblée d'habitants. Elle possède des écoles gérées par les moines ou les cordelières, un hôpital, et une cour des miracles près de l'abbaye où se rassemblent les errants. En 1757 est créé un bureau de secours pour les malades. Le port était un lieu de commerce qui disposait d'un entrepôt à tabac. On y entreposait également du sel, et on y exportait du vin, du chanvre et des céréales. Le contrôle du passage des marchandises sur la Loire était assuré par un Maître du Port et de Passage. En 1789, 20 % de la population de Saint-Florent était composé d'ecclésiastiques, 31 % de métayers, et 17 % de tisserands et fileurs.

### Révolution et guerre de Vendée

#### Révolution et premières tensions
Lors de la convocation des états généraux de 1789, une assemblée se réunit. Le cahier de doléances mentionne les vexations subies par les habitants de la part des gabelous, les entraves au commerce dues aux traites, et le souhait de voir s'achever la levée sur la Loire entre Montjean et Saint-Florent-le-Vieil. À la Révolution, les premières réformes sont bien accueillies par la population. Saint-Florent devient chef-lieu de district de 1790 à 1795.
Mais la Constitution civile du clergé inverse la tendance. À Saint-Florent, le prêtre Michel-François Gruget refuse de prêter serment et s'enfuit, échappant à la déportation en se cachant dans les environs de la paroisse avec l'aide des habitants. Le vicaire se cache également, mais est finalement retrouvé et déporté entre 1798 et 1800. Un curé constitutionnel est nommé, Antoine Vallée. Dans le village, les biens du clergé sont confisqués et on demande aux occupants s'ils souhaitent renoncer à leur vie conventuelle : quatre des sept bénédictins refusent, tout comme neuf des treize religieuses cordelières. Les bâtiments confisqués, détruits ou endommagés par la guerre, sont vendus entre 1796 et 1798.

#### L'insurrection du 12 mars 1793
Le dimanche 10 mars 1793, on annonce la loi sur la conscription de 300 000 hommes pour faire face à la baisse des effectifs de l'armée révolutionnaire française. Duval, le procureur syndic qui donne lecture de la loi, est molesté par plusieurs personnes qui sont arrêtées et jetées en prison. Le lendemain, le 11 mars, le curé constitutionnel, Antoine Vallée, part pour Angers demander l'envoi de renforts à Saint-Florent. Un courrier est envoyé demandant même l'envoi de 200 hommes bien armés. Seuls 25 dragons sont envoyés par le département, et les communes voisines, craignant elles-mêmes des troubles, refusent de fournir des renforts.
Le mardi 12 mars, les jeunes convoqués pour le tirage au sort des conscrits entrent dans la ville au son du tocsin, accompagnés de leurs proches et de leurs amis, au total entre 600 et 4 000 personnes, certaines armées de fusils, de bâtons et de faux, et portant la cocarde blanche. Ils demandent aux maires de Botz-en-Mauges, de La Chapelle-Saint-Florent et de Saint-Quentin-en-Mauges de sommer les « Messieurs du District d'ajourner le tirage et de livrer les armes ». L'officier municipal, Jacob, décide de haranguer la foule devant l'ancienne abbaye, devenue siège du District. La foule le hue, et les gendarmes interviennent en frappant du plat de leur sabre. La fureur de la foule monte, et Jacob est tué. Deux couleuvrines placées dans le siège du District font feu sur la foule, tuant quatre personnes et en blessant quarante autres. Les conscrits se jettent sur les canonniers et les patriotes, en tuant certains et forçant les autres à fuir par les fenêtres du bâtiment qui est pillé. Les documents officiels et l'autel de la patrie sont brûlés, les maisons des bourgeois patriotes sont pillées et saccagées. C'est le début de la guerre de Vendée.

#### Passage de la Loire et le pardon de Bonchamps

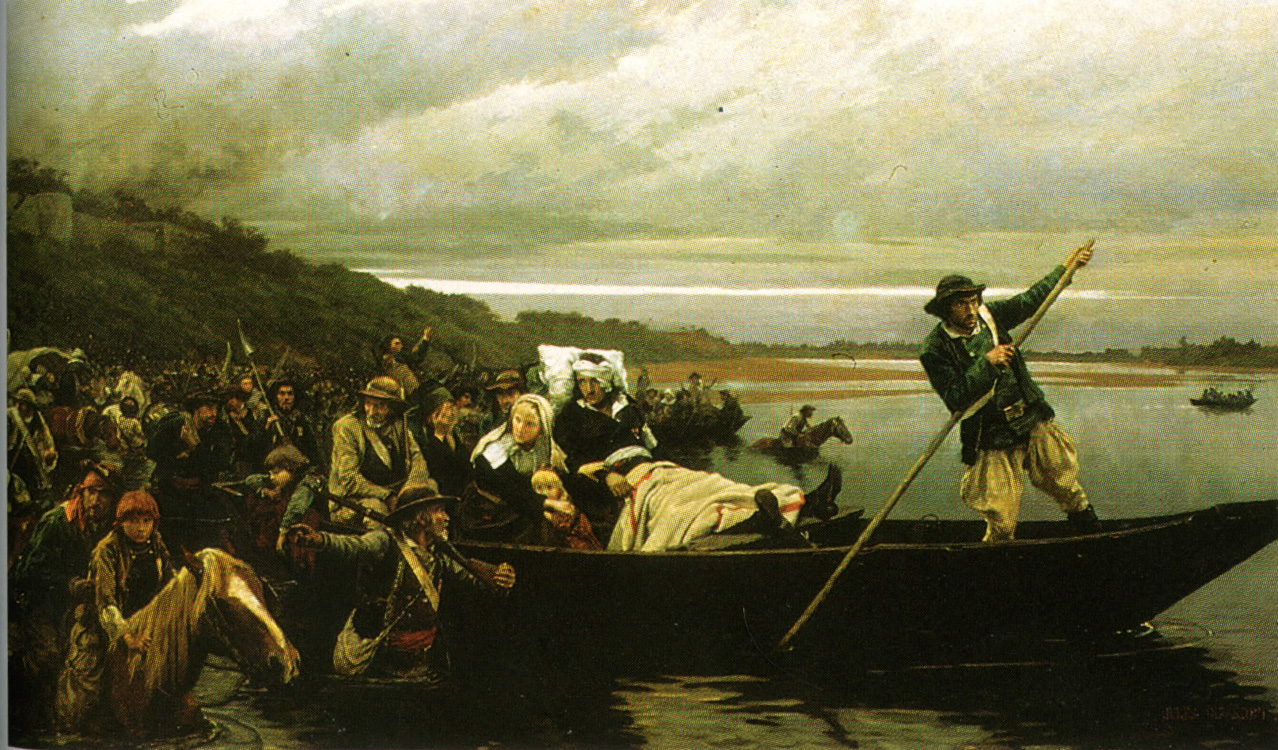
Le Général Lescure blessé passe la Loire à Saint-Florent, Jules Girardet, 1882.

Le lendemain de l'insurrection, le 13 mars, une délégation d'insurgés part chercher le marquis de Bonchamps au château de La Baronnière en La Chapelle-Saint-Florent et insistent pour qu'il prenne la tête du mouvement et organise la troupe. Réticent, Bonchamps fini par accepter et prend la tête de l'insurrection. L'abbé Simon-Jean Gruget, caché depuis la Constitution civile, bénit le drapeau blanc et fait chanter un Te Deum avant une procession dans la ville. Sous le commandement de Bonchamps, les rebelles mettent en fuite la garnison de Montjean-sur-Loire,.
Après avoir pris Angers sans difficulté le 23 juin 1793, l'Armée catholique et royale est menée à l'attaque de Nantes, le 29 juin. L'expédition échoue et Jacques Cathelineau, généralissime des armées vendéennes, est mortellement blessé. Transporté mourant à Saint-Florent-le-Vieil, il y meurt de ses blessures le 14 juillet 1793. Sa dépouille gît en la chapelle Cathelineau à Saint-Florent.
À la suite de la défaite de la bataille de Cholet le 17 octobre, l'armée vendéenne reflue vers la Loire et s'empresse de la traverser, entamant la Virée de Galerne. Durant les journées du 17 et du 18 octobre, les embarcations sont mises à disposition des insurgées pour leur faire traverser le fleuve et échapper à l'armée républicaine. Plusieurs dizaines de milliers d'insurgés et leurs familles, blessés, femmes, vieillards et enfants sont convoyés sur la rive droite de la Loire.

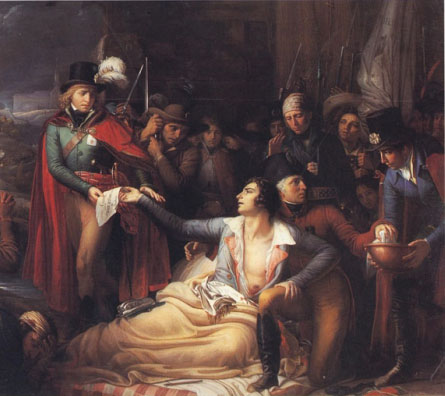
Mort de Bonchamps (détail), Thomas Degeorge, 1837.

Bonchamps est mortellement blessé dans les combats, et arrive à Saint-Florent mourant. Environ 5 000 prisonniers républicains y sont enfermés dans l'église, conduit à Saint-Florent par Cesbron d'Argonne. Les officiers vendéens conviennent qu'il est impossible de les convoyer plus longtemps et de leur faire franchir le fleuve. La décision est prise de les fusiller, mais les officiers ne se décident pas à donner l'ordre. La foule vendéenne fini par être au courant de la présence des républicains prisonniers. Venant d'apprendre le massacre de 400 Vendéens blessés à l’hôpital de Beaupréau, ils mettent deux canons en joue pour exécuter les républicains en représailles. Bonchamps, mourant, apprend l'exécution prochaine. Son épouse écrit dans ses mémoires:

« La blessure était si grave qu'elle ne laissait aucune espérance. M. de Bonchamps le reconnut à la sombre tristesse qui régnait sur toutes les figures ; il chercha à calmer la douleur de ses officiers ; il demanda ensuite avec instance que les derniers ordres qu'il allait donner fussent exécutés, et aussitôt il prescrivit qu'on donnât la vie aux prisonniers renfermés dans l'abbaye ; puis se tournant vers d'Autichamps, il ajouta : « mon ami, c'est sûrement le dernier ordre que je vous donnerai, laissez-moi l'assurance qu'il sera exécuté ». L'ordre de M. de Bonchamps, donné sur son lit de mort, produisit tout l'effet qu'on devait attendre. »

D'Autichamp se présente au nord de la ville et, s'adressant aux soldats vendéens, lit la lettre de Bonchamps en s'écriant « Grâce aux prisonniers, Bonchamps l'ordonne, Bonchamps mourant le veut. »

« Camarades, vous m'avez obéi jusqu'à ce jour, qui est le dernier de ma vie; en qualité de votre commandant, je vous ordonne de pardonner à mes prisonniers. Si l'ordre d'un chef mourant n'a plus de pouvoir sur vous, je vous en prie, au nom de l'humanité, au nom de Dieu, pour lequel vous combattez ! Camarades, si vous dédaignez mon ordre et ma prière, je vais me faire porter au milieu de mes prisonniers et de vous, et vos premiers coups tomberons sur moi. »

Les prisonniers républicains sont relâchés.
Le 19 octobre, à 3 heures du matin, le premier détachement de hussards du capitaine Hauteville, second de Westermann entre dans Saint-Florent-le-Vieil mais la ville est déserte. Tous les Vendéens sont passés au nord de la Loire. Charles de Bonchamps vient de mourir à la Meilleraie quatre heures plus tôt et son corps est enterré dans le cimetière de Varades.
Rapidement les prisonniers républicains libérés sont retrouvés, Merlin de Thionville écrivit au Comité de salut public :

« D’Elbée est blessé à mort. Bonchamps n’a plus que quelques heures à vivre. Ces lâches ennemis de la Nation ont, à ce qui se dit ici, épargné plus de quatre mille des nôtres qu’ils tenaient prisonniers. Le fait est vrai, car je le tiens de la bouche même de plusieurs d’entre eux. Quelques-uns se laissaient toucher par ce trait d’incroyable hypocrisie. Je les ai péroré, et ils ont bientôt compris qu’ils ne devaient aucune reconnaissance aux Brigands… Des hommes libres acceptant la vie de la main des esclaves ! Ce n’est pas révolutionnaire… N’en parlez pas même à la Convention. Les Brigands n’ont pas le temps d’écrire ou de faire des journaux. Cela s’oubliera comme tant d’autres choses. »

#### La Terreur et la fin de la guerre

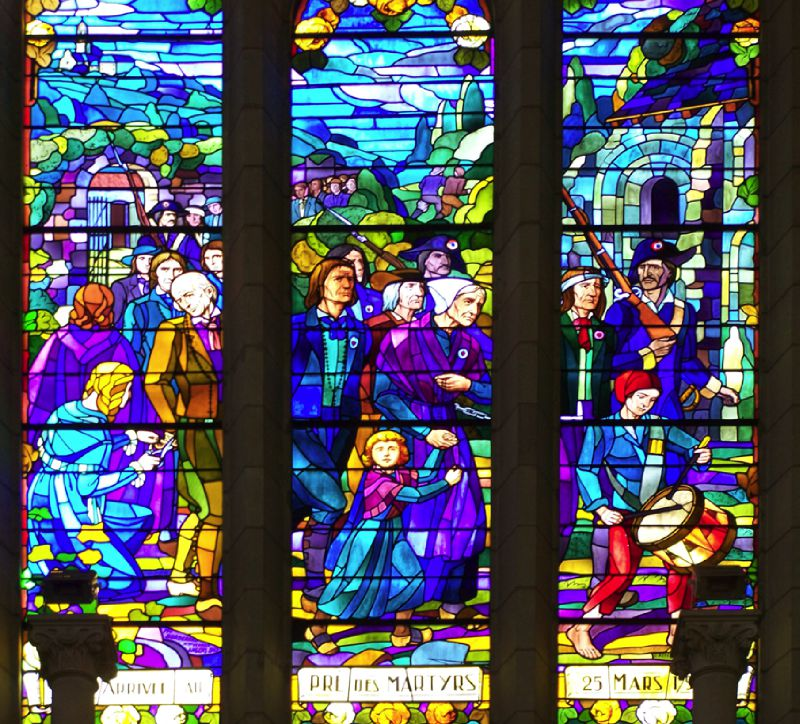
Vitrail de la chapelle du Marillais.

À la suite de l'évacuation de Saint-Florent par les Vendéens, le général Jean-François Moulin commande les opérations militaires depuis la ville. Le 18 décembre 1793, il remet à quelques Vendéens des sauf-conduits, appliquant le décret d'amnistie de la Convention. Encouragés, le lendemain, 492 Vendéens se rendent. Le 22 décembre, c'est 1 200 prisonniers qui sont détenus. Ils sont envoyés aux Ponts-de-Cé ou au Marillais et fusillés,. L'église abbatiale de Saint-Florent est transformée en prison où sont enfermés des milliers de Vendéens, y compris les femmes et les enfants. Le 25 mars a lieu la seconde fusillade du Marillais. Les soldats chargés des exécutions font partie de la garnison de la ville de Saint-Florent-le-Vieil, commandée par le général Maximin Legros.
Parmi les victimes, de nombreux habitants de Saint-Florent. Célestin Port en dénombre un fusillé au Pont-de-Cé, 9 à Angers, 11 à Saint-Malo, un à Alençon et à Nantes et 34 à Savenay. Au moins 12 autres habitants meurent en prison à Doué-la-Fontaine, 5 à Angers et 8 à Montreuil-Bellay. Une victime habitante de Saint-Florent, Renée Rigault, épouse Papin, fait partie des victimes béatifiées en 1984.
Loin d'écraser la rébellion, les fusillades et le parcours des colonnes infernales relance l'insurrection. Le 20 mai 1794, la ville est évacuée par les républicains. Les Vendéens s'en emparent. Elle est reprise le 16 mars 1795 par les républicains. Le 22 a lieu la bataille de Saint-Florent-le-Vieil qui voit la défaite des Vendéens conduits par Stofflet. Démoralisé, ce dernier se réfugie dans la forêt de Maulévrier. Le 26 mars, il demande une trêve, puis signe la paix le 5 mai à Varades.
La ville sort dévastée de la guerre de Vendée. Dans le village, seule une maison est restée intacte, les autres étant endommagées ou détruites. La commune perd la majorité de ses habitants, fusillés ou réfugiés. De 2 800 habitants en 1793, elle n'en compte plus que 1 433 en 1800, cinq ans après les principales destructions.

### Époque contemporaine
La ville est reconstruite après la guerre de Vendée, seule une maison du village est restée intacte. La mémoire de la guerre reste vive. Le 22 septembre 1823, la duchesse d'Angoulême visite officiellement Saint-Florent en arrivant de Nantes par bateau. Elle est accueillie par une foule considérable, où elle parle aux anciens combattants vendéens. En 1825, le tombeau de Bonchamps est érigé, sculpté par David d'Angers, et on érige également la colonne commémorative, payée par souscription publique. En 1828, la duchesse de Berry visite à son tour la ville, et reçoit un accueil triomphal.
En 1852, les évêques d'Angers et de Nantes bénissent le pont qui relie Saint-Florent à Varades. En 1864, on fait construire un bâtiment comprenant une école de garçons au rez-de-chaussée et la mairie et la justice de paix au 1er étage. Une école de filles est créée en 1856. Le XIXe siècle voit une baisse importante du nombre d'habitants de Saint-Florent, dont le commerce, basé autrefois sur le transport fluvial, se voit concurrencé de plus en plus par le chemin de fer et la disparition progressive de la marine de Loire.
La Première Guerre mondiale fait 84 morts sur Saint-Florent-le Vieil. Le monument aux morts, sculpté par Chesneau est inauguré en 1920.
L'école privée mixte ouvre en 1926. Lors de la Seconde Guerre mondiale, 10 habitants trouvent la mort. Le pont est détruit en 1940. Il faut attendre 1954 pour le voir reconstruit. En 1962 ouvre le collège privé mixte Jacques Cathelineau. Le collège public Anjou-Bretagne est inauguré en novembre 1979.
La commune nouvelle de Mauges-sur-Loire naît le 15 décembre 2015 de la fusion des 11 communes de la communauté de communes, dont la création a été officialisée par arrêté préfectoral du 5 octobre 2015.

## Politique et administration

### Administration municipale

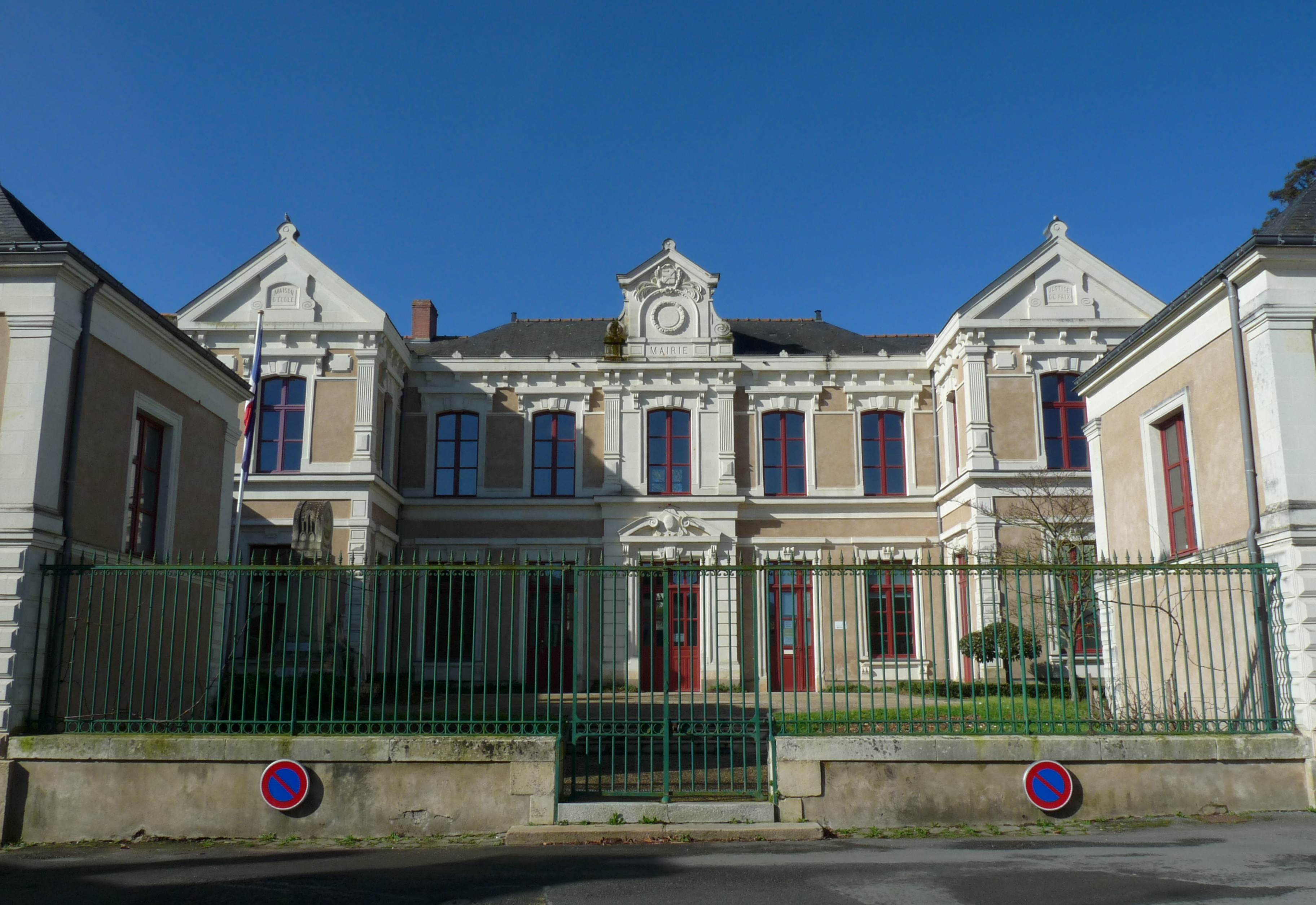
Mairie de Saint-Florent-le-Vieil.

#### Administration actuelle
Depuis le 15 décembre 2015 Saint-Florent-le-Vieil constitue une commune déléguée au sein de la commune nouvelle de Mauges-sur-Loire, et dispose d'un maire délégué.
| Période                                  | Période  | Identité            | Étiquette | Qualité |
| ---------------------------------------- | -------- | ------------------- | --------- | ------- |
| décembre 2015                            | mai 2020 | André Retailleau    |           |         |
| mai 2020                                 | en cours | Jean-Michel Michaud |           |         |
| Les données manquantes sont à compléter. |          |                     |           |         |

### Ancienne situation administrative
La commune est membre en 2015 de la communauté de communes du canton de Saint-Florent-le-Vieil, elle-même membre du syndicat mixte Pays des Mauges. L'intercommunalité disparait à la création de la commune nouvelle.
Jusqu'en 2014, Saint-Florent-le-Vieil est chef-lieu du canton de Saint-Florent-le-Vieil, et fait partie de l'arrondissement de Cholet. Le canton compte alors les onze communes. C'est l'un des quarante-et-un cantons que compte le département ; circonscriptions électorales servant à l'élection des conseillers généraux, membres du conseil général du département. Dans le cadre de la réforme territoriale, un nouveau découpage territorial pour le département de Maine-et-Loire est défini par le décret du 26 février 2014. Le canton de Saint-Florent-le-Vieil disparait et la commune est rattachée au canton de La Pommeraye, avec une entrée en vigueur au renouvellement des assemblées départementales de 2015.

### Jumelages et échanges
La commune adhère à l'association des Saint-Florent de France, regroupant sept communes intégrant Saint-Florent dans leur nom :
- Saint-Florent-sur-Cher (Cher) ;
- Saint-Florent-le-Jeune (Loiret) ;
- Saint-Florent (Haute-Corse) ;
- Saint-Florent-des-Bois (Vendée) ;
- Saint-Florent-sur-Auzonnet (Gard) ;
- Saint-Florent (Deux-Sèvres), ancienne commune fusionnée avec Niort en 1969.

Les dixièmes échanges ont eu lieu les 3 et 4 juillet 2010 à Saint-Florent-sur-Cher.
Saint-Florent-le-Vieil est jumelée avec Tihany, un village de Hongrie.

## Population et société

### Évolution démographique
L'évolution du nombre d'habitants est connue à travers les recensements de la population effectués dans la commune depuis 1793. À partir du 1er janvier 2009, les populations légales des communes sont publiées annuellement dans le cadre d'un recensement qui repose désormais sur une collecte d'information annuelle, concernant successivement tous les territoires communaux au cours d'une période de cinq ans. 
Pour les communes de moins de 10 000 habitants, une enquête de recensement portant sur toute la population est réalisée tous les cinq ans, les populations légales des années intermédiaires étant quant à elles estimées par interpolation ou extrapolation. Pour la commune, le premier recensement exhaustif entrant dans le cadre du nouveau dispositif a été réalisé en 2008,.
En 2013, la commune comptait 2 809 habitants, en évolution de +4,58 % par rapport à 2008 (Maine-et-Loire : +3,3 %, France hors Mayotte : +2,49 %).
| 1793  | 1800  | 1806  | 1821  | 1831  | 1836  | 1841  | 1846  | 1851  |
| ----- | ----- | ----- | ----- | ----- | ----- | ----- | ----- | ----- |
| 2 800 | 1 433 | 1 478 | 1 901 | 2 102 | 2 082 | 2 025 | 2 125 | 2 318 |

| 1856  | 1861  | 1866  | 1872  | 1876  | 1881  | 1886  | 1891  | 1896  |
| ----- | ----- | ----- | ----- | ----- | ----- | ----- | ----- | ----- |
| 2 336 | 2 268 | 2 327 | 2 220 | 2 209 | 2 155 | 2 157 | 2 136 | 2 096 |

| 1901  | 1906  | 1911  | 1921  | 1926  | 1931  | 1936  | 1946  | 1954  |
| ----- | ----- | ----- | ----- | ----- | ----- | ----- | ----- | ----- |
| 2 032 | 1 959 | 1 999 | 1 805 | 1 767 | 1 809 | 1 742 | 1 799 | 1 929 |

| 1962  | 1968  | 1975  | 1982  | 1990  | 1999  | 2008  | 2013  | - |
| ----- | ----- | ----- | ----- | ----- | ----- | ----- | ----- | - |
| 2 089 | 2 203 | 2 415 | 2 559 | 2 511 | 2 623 | 2 686 | 2 809 | - |

### Pyramide des âges
La population de la commune est relativement âgée. Le taux de personnes d'un âge supérieur à 60 ans (24,6 %) est en effet supérieur au taux national (21,8 %) et au taux départemental (21,4 %). À l'instar des répartitions nationale et départementale, la population féminine de la commune est supérieure à la population masculine. Le taux (52,3 %) est du même ordre de grandeur que le taux national (51,9 %).
La répartition de la population de la commune par tranches d'âge est, en 2008, la suivante :
- 47,7 % d’hommes (0 à 14 ans = 20,2 %, 15 à 29 ans = 17 %, 30 à 44 ans = 19 %, 45 à 59 ans = 21,3 %, plus de 60 ans = 22,4 %) ;
- 52,3 % de femmes (0 à 14 ans = 19,8 %, 15 à 29 ans = 15,9 %, 30 à 44 ans = 17,9 %, 45 à 59 ans = 19,9 %, plus de 60 ans = 26,5 %).

| Hommes | Classe d’âge | Femmes |
| ------ | ------------ | ------ |
| 0,3    | 90 ans ou +  | 1,5    |
| 8,0    | 75 à 89 ans  | 11,1   |
| 14,1   | 60 à 74 ans  | 13,9   |
| 21,3   | 45 à 59 ans  | 19,9   |
| 19,0   | 30 à 44 ans  | 17,9   |
| 17,0   | 15 à 29 ans  | 15,9   |
| 20,2   | 0 à 14 ans   | 19,8   |

| Hommes | Classe d’âge | Femmes |
| ------ | ------------ | ------ |
| 0,4    | 90 ans ou +  | 1,1    |
| 6,3    | 75 à 89 ans  | 9,5    |
| 12,1   | 60 à 74 ans  | 13,1   |
| 20,0   | 45 à 59 ans  | 19,4   |
| 20,3   | 30 à 44 ans  | 19,3   |
| 20,2   | 15 à 29 ans  | 18,9   |
| 20,7   | 0 à 14 ans   | 18,7   |

### Enseignement
Située dans l'académie de Nantes, on trouve trois écoles sur la commune de Saint-Florent-le-Vieil : l'école publique primaire l'Orange Bleue et l'école privée maternelle et élémentaire Saint-Charles.
On y trouve également deux collèges : le collège public Anjou-Bretagne et le collège privé Jacques Cathelineau.

### Santé
Plusieurs professionnels de la santé sont établis à Saint-Florent-le-Vieil, dont deux ambulanciers, deux dentistes, quatre infirmiers libéraux, un kinésithérapeute, cinq médecins libéraux regroupés au sein d'une maison médicale, un naturopathe, un orthophoniste et un podologue. On trouve également deux pharmacies ainsi qu'une maison de retraite de 57 lits.

### Manifestations culturelles et festivités
Un festival de musiques orientales voit le jour en 1990, le festival Asie-Occident de Saint-Florent-le-Vieil. En 1999, il devient Les Orientales. Festival de musiques et de poésies orientales, il se déroule au début de chaque été jusqu'en 2013. Selon les organisateurs, en quinze ans il totalisera plus de 220 000 spectateurs.

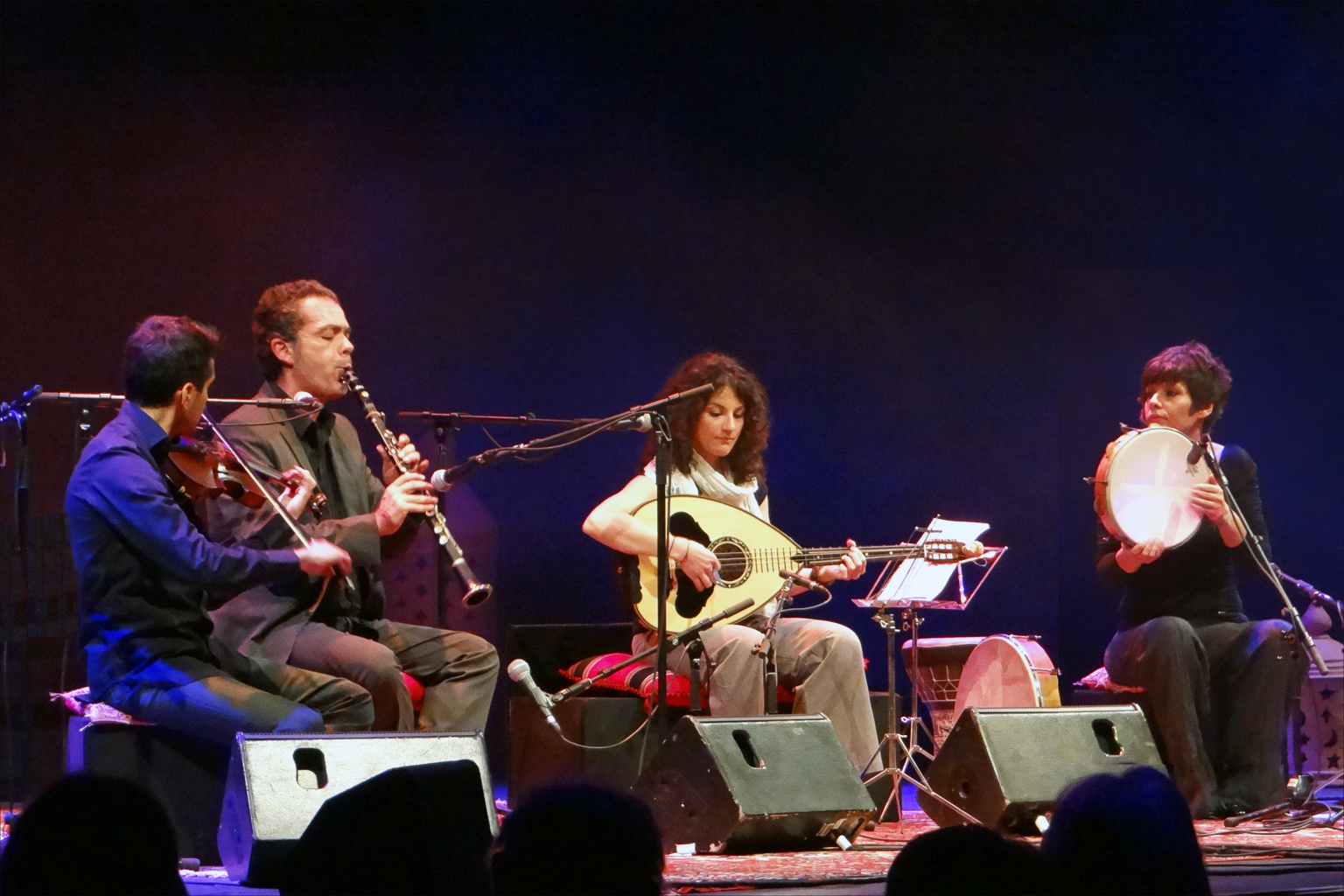
Concert « Clarinette tsigane des Balkans » (2013).
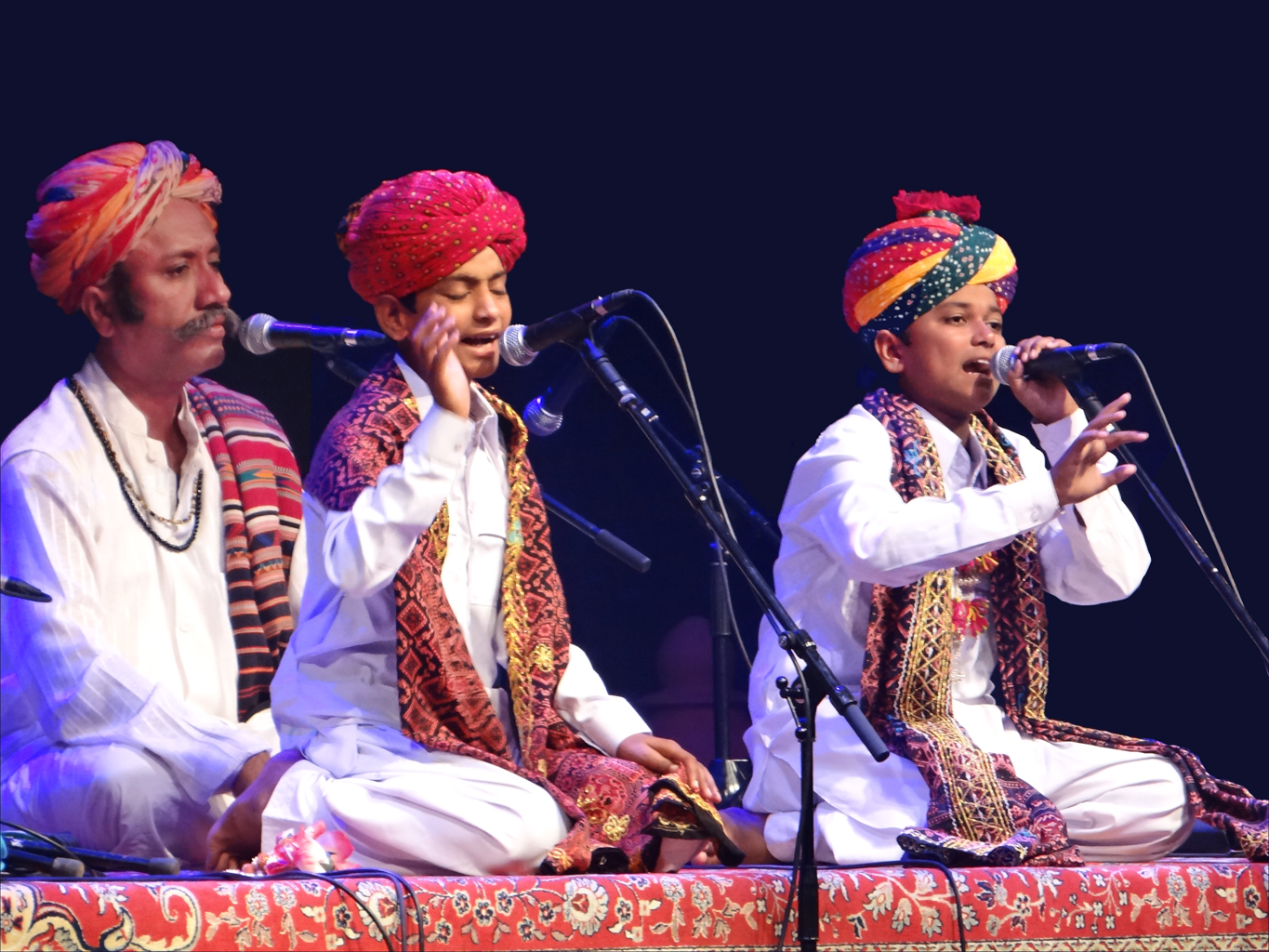
Concert « Chota Divana, les petits princes du Rajasthan » (2013).
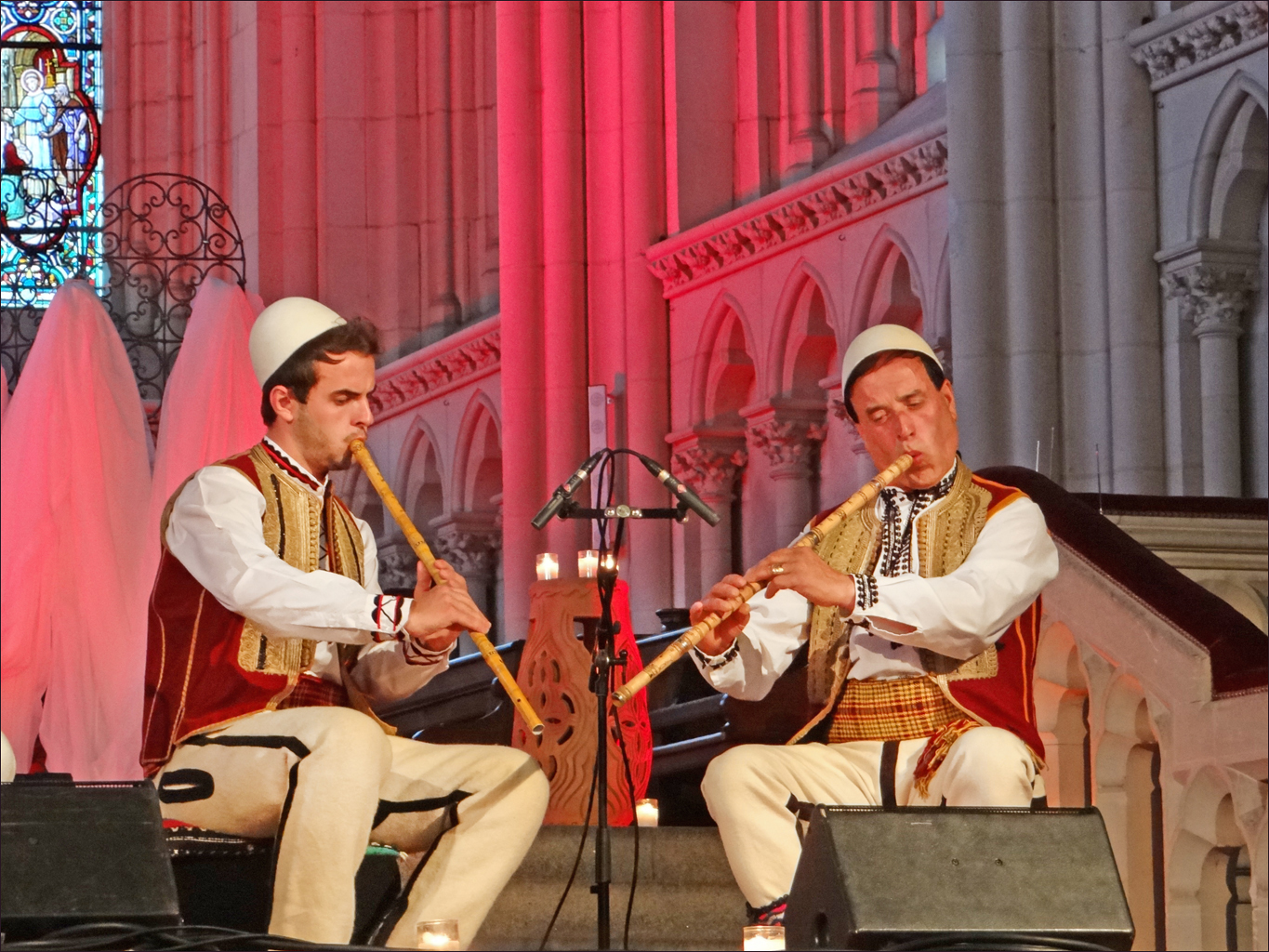
Flûtes Kavall des bergers de Macédoine dans l'Abbatiale de Saint-Florent-le-Vieil (2013).
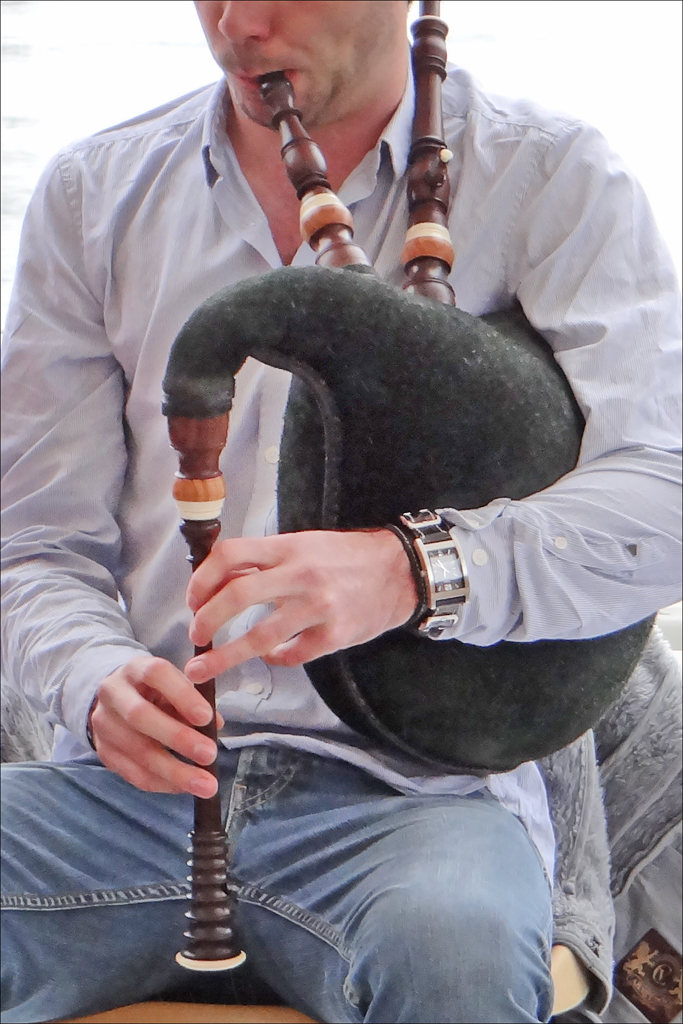
Sonneur de veuze (2013).

Un nouveau festival de musique lui succède, Le rivage des voix, qui connait sa première édition en mai 2015. Il est composé par le créateur de la Folle Journée, René Martin. Lors de la première édition du festival, sont notamment présents le chœur de la Capelle de Saint-Pétersbourg et le groupe polyphonique A Filetta. L'année suivante, le festival accueille plusieurs ensembles, dont les chorales des Pays de la Loire.
En 2009, se déroule les 1res Estivales internationales du pastel de Saint-Florent-le-Vieil, salon organisé par la Société des pastellistes de France. En 2012, l'invité d'honneur est le peintre espagnol Vicente Romero Redondo.
L'abbatiale possède une salle d'exposition, de concert et un auditorium, qui présentent une programmation artistique internationale.

## Économie
Sur 231 établissements présents sur la commune à fin 2010, 16 % relevaient du secteur de l'agriculture (pour une moyenne de 17 % sur le département), 8 % du secteur de l'industrie, 10 % du secteur de la construction, 50 % de celui du commerce et des services et 17 % du secteur de l'administration et de la santé.
Tourisme : on trouve à Saint-Florent-le-Vieil un office de tourisme, l'établissement Une autre Loire qui couvre les trois communes de Montrevault-sur-Èvre, Mauges-sur-Loire et Orée-d'Anjou.

## Culture locale et patrimoine

### Lieux et monuments

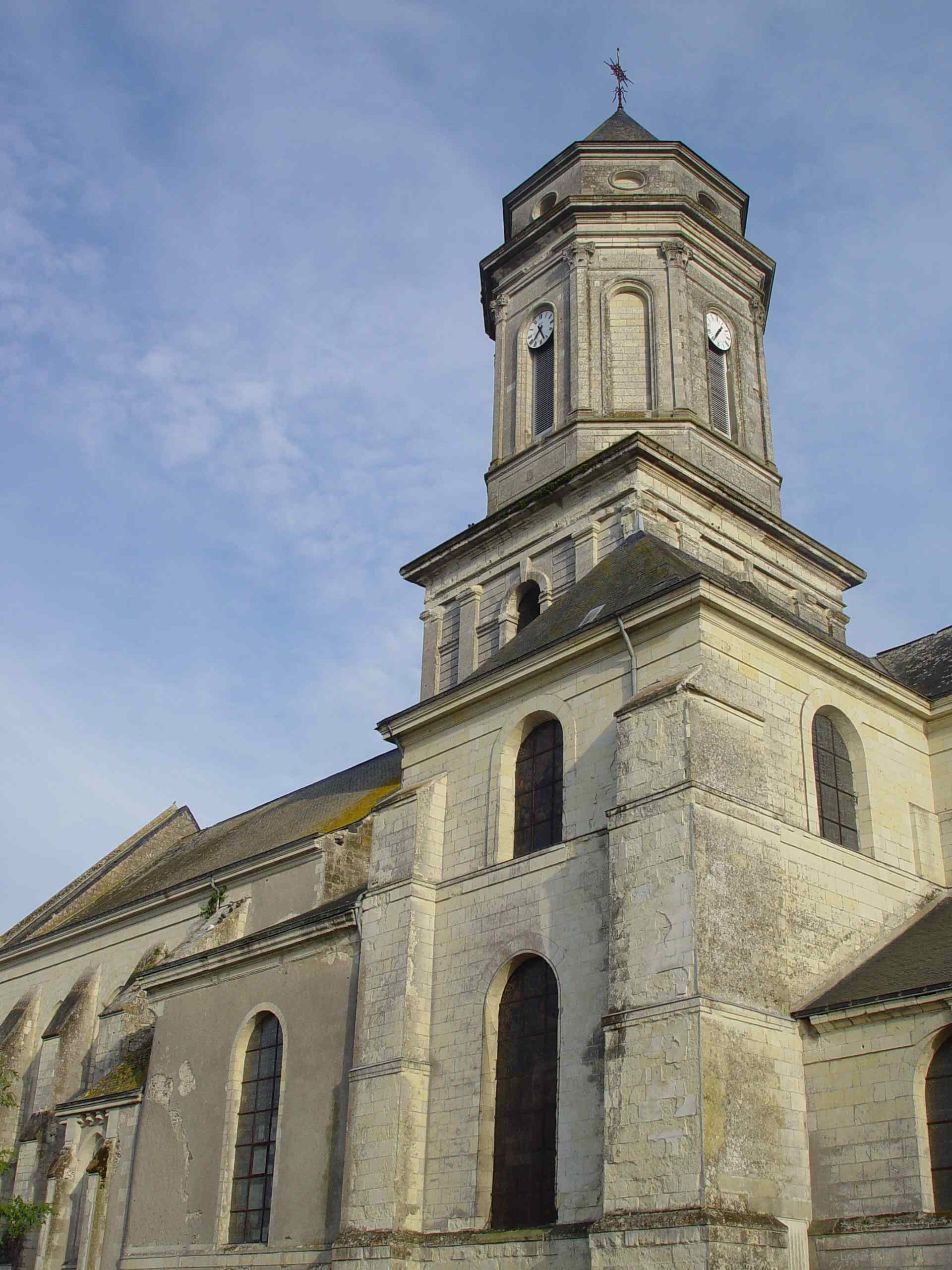
Vue en contrebas de l'abbatiale de Saint-Florent-le-Vieil.

- L'église abbatiale de Saint-Florent-le-Vieil, située sur une hauteur surplombe la Loire. On peut y voir le tombeau de Bonchamps, général du soulèvement vendéen, sculpté par le très républicain David d'Angers dont le père avait été gracié par Bonchamps ;
- derrière l'église, on peut accéder par un passage étroit à un terrain de jeux de boules de sable ;
- chapelle Cathelineau ;
- chapelle du cimetière ;
- colonne de la duchesse d'Angoulême ;
- pont haubané de Saint-Florent-le-Vieil ;
- maison des écrivains Julien Gracq[55],[56].

### Personnalités liées à la commune
- Florent d'Anjou (IVe siècle), ermite, à l'origine du nom de la commune. Ses reliques sont conservées à l’église abbatiale.
- Jacques Cathelineau (1759-1793), chef vendéen, y mourut de ses blessures le 14 juillet 1793. Sa dépouille gît en la chapelle Saint-Charles.
- Charles de Bonchamps (1760-1793), général vendéen, y mourut de ses blessures. Son tombeau dans l’abbaye a été sculpté par David d'Angers.
- Julien Gracq (1910-2007), de son vrai nom Louis Poirier, écrivain né à Saint-Florent-le-Vieil[57],[58], où il est revenu s'installer à la fin de sa vie, dans la maison familiale.
- Hervé de Charette (1938-), ancien ministre des Affaires étrangères, ancien maire de Saint-Florent-le-Vieil.